# (4572) Brage
(4572) Brage – planetoida z grupy pasa głównego asteroid okrążająca Słońce w ciągu 4 lat i 66 dni w średniej odległości 2,59 j.a. Została odkryta 8 września 1986 roku. Przed nadaniem nazwy planetoida nosiła oznaczenie tymczasowe (4572) 1986 RF.